# 이와바

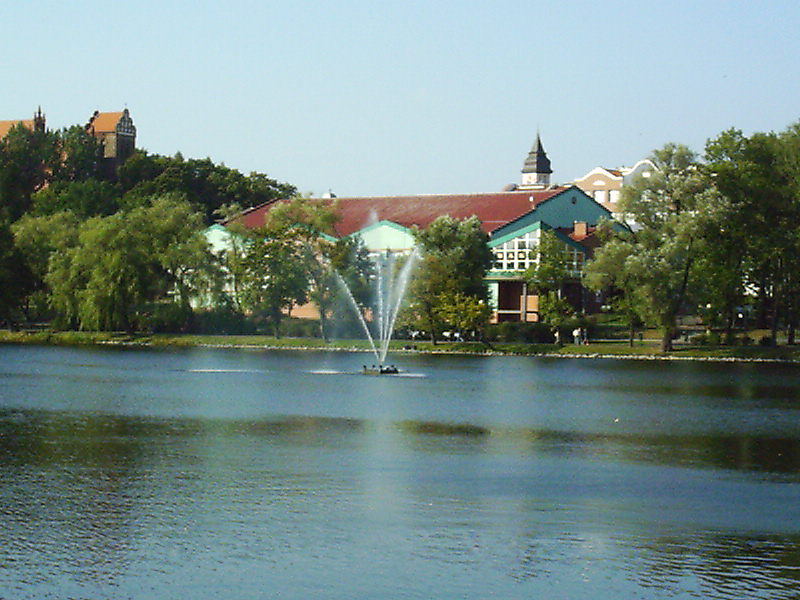
이와바 시가지

이와바(폴란드어: Iława, 독일어: Deutsch Eylau 도이치아일라우[*])는 폴란드 북동부 바르미아마주리주에 위치한 도시로 면적은 21.88km2, 높이는 100 ~ 150m, 인구는 32,276명(2010년 기준), 인구 밀도는 1,500명/km2이다. 예지오라크(Jeziorak)와 접한 휴양지이기도 하다.
프로이센의 지배를 받고 있던 1305년에 건설되었으며 1457년에는 폴란드의 카지미에시 4세 국왕의 영지가 되었다. 1525년부터는 프로이센 공국의 지배를 받았고 1871년에는 독일 제국에 편입되었다. 1945년 제2차 세계 대전의 종전과 함께 폴란드에 편입되었다.

시기
시 문장

## 자매 도시
- 독일 헤르보른
- 네덜란드 톨런
- 리투아니아 가르그주다이